# دنسو ۱۰۸۵۰
سیارک ۱۰۸۵۰ (به انگلیسی: 10850 Denso، نامگذاری:1995BU4) ده هزار و هشتصد و پنجاهمین سیارک کشف شده‌است که در ۲۶ ژانویه ۱۹۹۵ کشف شد.
قدر مطلق سیارک برابر ۱۵٫۷۰ است.